# Tiranet orellut de Chapman
El tiranet orellut de Chapman (Pogonotriccus chapmani) és un ocell de la família dels tirànids (Tyrannidae).

## Hàbitat i distribució
Habita els boscos als tepuis del sud de Veneçuela i l'adjacent nord del Brasil.